# Abdelaziz Baraka Sakin
Abdelaziz Baraka Sakin (arabisch عبد العزيز بركة ساكن, DMG ʿAbd al-ʿAzīz Baraka Sākin, * 1963 in Kassala, Sudan) ist ein sudanesischer Schriftsteller mit Vorfahren in Darfur im Westsudan. Aufgrund seiner sozialkritischen Themen wurde er im Sudan verhaftet, und seine Bücher waren dort jahrelang verboten. Im Jahr 2012 ging er ins Exil nach Österreich, wo er für die Saison 2022/23 mit dem Literaturpreis Stadtschreiber von Graz ausgezeichnet wurde.
Er wurde international vor allem für seine Romane The Jungo – Stakes of the Earth (2009) und Der Messias von Darfur (2012) bekannt, von denen der erste Titel aus dem Arabischen ins Französische und Englische und das zuletzt genannte Werk ins Englische, Spanische und Deutsche übersetzt wurden. Laut der sudanesischen Literaturkritikerin Lemya Shammat „hat Sakin wiederholt über die Komplexität menschlicher Erfahrungen in Konflikten reflektiert und die schreckliche Menge an Widersprüchen wiedergegeben, die der Krieg mit sich bringt.“

## Leben und Werk
Baraka Sakin wurde 1963 in Kassala im Osten des Landes nahe der Grenze zu Eritrea geboren, doch seine Vorfahren stammen aus Darfur im Westsudan sowie dem angrenzenden Tschad. Er studierte Betriebswirtschaft an der Universität Assiut in Ägypten und übte im Laufe seines Lebens verschiedene berufliche Tätigkeiten aus. So arbeitete er als Sekundarschullehrer, Berater für UNICEF in Darfur und als Mitarbeiter des internationalen Kinderhilfswerks Plan International im Sudan.
Sein literarisches Werk, das von sozialen Randgruppen und Krieg handelt sowie Verweise auf den Völkermord in Darfur und die frühere Diktaturherrschaft unter Omar al-Bashir enthält, ist auf Arabisch in Ägypten, dem größten arabischen Buchmarkt, erschienen. Seit dem Jahr 2000 hat Baraka Sakin mehr als zehn Romane und mehrere Bände mit Erzählungen veröffentlicht. Diese sind sowohl international als auch bei sudanesischen Lesern beliebt. Sie handeln von den schwierigen Lebensbedingungen der Menschen, z. B. von Saisonarbeitern, Straßenkindern, Drogenmissbrauch oder von Alkoholismus in seinem Heimatland. 2011 erhielt Baraka Sakin den Al-Tayeb-Salih-Preis für Kreatives Schreiben auf der Buchmesse in Khartum für seinen Roman The Jungo – Stakes of the Earth, der sich mit den Zuständen in einem Frauengefängnis in al-Qadarif im Ostsudan beschäftigt. Kurz danach beschlagnahmten und verboten die sudanesischen Behörden seine Bücher aufgrund angeblicher unmoralischer Inhalte sowie der nicht zu übersehenden Kritik an den Lebensbedingungen im Lande. 2012 verließ Baraka Sakin den Sudan und lebt seither im Exil in Saalfelden, Österreich, und zeitweise auch in Montpellier in Südfrankreich.
Im September 2016 war Baraka Sakin als Teilnehmer des Internationalen Literaturfestivals Berlin und 2019 zum Festival der afrikanischen Literatur Crossing Borders in Köln eingeladen. Erzählungen von Baraka Sakin sind auf Französisch und Englisch auch in den Anthologien Nouvelles du Soudan, The Book of Khartoum und Literary Sudans enthalten. In letzterer erschien auch seine Kurzgeschichte „A Woman of Cambo Kadees“, in der er eine Episode aus dem Leben von Kaltouma, einer Frau in einem Elendsviertel von Khartum erzählt. Sie verdient den Lebensunterhalt für ihre Familie mit der illegalen Herstellung von Araki (Dattelschnaps). Von korrupten Polizisten denunziert und um die Früchte ihrer Arbeit gebracht, wird sie darüber hinaus durch einen Richter mit 40 Schlägen bestraft, was sie stoisch auf sich nimmt, um sich anschließend wieder um ihre Kinder zu kümmern.
Neben seinen Romanen schrieb Baraka Sakin auch Bücher für junges Lesepublikum. So erschienen in Frankreich ein dreisprachiges Bilderbuch auf Arabisch, Französisch und Englisch mit dem Titel Faris Bilal and the Lion sowie die Erzählung aus dem Tschad Hawaya et l'hyène (Hawaya und die Hyäne). In Österreich wurde sein illustriertes Jugendbuch Der magische See von Künstlerinnen aus Saalfelden illustriert. Die Geschichte handelt von Mädchen, „die im Traum zu Vögeln werden und beobachten, wie ihr Ort verschwindet und zu einem großen See wird.“
Auf Deutsch liegt seit 2012 seine Erzählung Alkchandris. Wer hat Angst vor Osman Bushra? vor, übersetzt von der österreichisch-sudanesischen Schriftstellerin Ishraga Mustafa Hamid. Sein Roman Der Messias von Darfur wurde 2021 von Günther Orth ins Deutsche übertragen und erschien mit Förderung für die Übersetzung durch litprom in der Berliner Edition Orient.
Nach einem Artikel in den Salzburger Nachrichten vom Dezember 2021 geht der Roman „auf die Erfahrungen als Beobachter des Krieges zurück, ohne dass er einem Abbildrealismus folgen würde. (…) Logik spielt in den Konflikten um Darfur keine Rolle. Dafür bekommt eine Figur, die sich als Wiedergänger von Jesus inszenierti, regen Zuspruch.“ In einer Rezension für das Internet-Portal Qantara schrieb Volker Kaminski im April 2022:

„Man nimmt Anteil am Schicksal einer Bevölkerung, die in einem brutalen Bürgerkrieg zwischen Regierungstruppen und Rebellen massenhaft getötet wird und kaum Überlebenschancen hat. Es gibt aber auch einzelne starke Menschen, die sich tapfer und radikal zur Wehr setzen wie etwa Abdarrahman, eine Kriegswaise, die sich selbst einen männlichen Vornamen gegeben hat.“

Ende August 2022 gab die Stadt Graz bekannt, dass Baraka Sakin als Stadtschreiber von Graz für 2022/23 nominiert wurde. Dieser internationale Literaturpreis, um den sich aktuell 29 Schriftsteller beworben hatten, soll den Preisträgern erlauben, „einen Blick von außen auf die Stadt zu werfen und sich dort ihrer literarischen Weiterentwicklung zu widmen.“ Die Jury begründete die Verleihung weiterhin mit den folgenden Worten: „In seinen Romanen erweist sich Abdelaziz Baraka Sakin als scharfsinniger Beobachter von sozioökonomischen Realitäten und überzeugt nicht zuletzt als präziser Analytiker von Mythen und Ideologien. Der Uneigentlichkeit technokratischer Regime und abstrusem Irrationalismus begegnet der Erzähler mit Ironie, Satire und schwarzem Humor.“ Im Anschluss veröffentlichte der Grazer Klingenberg Verlag Baraka Sakins Roman Der Rabe, der mich liebte in der Übersetzung von Larissa Bender. Das Buch handelt von zwei sudanesischen Migranten, die eigentlich nach Großbritannien emigrieren wollen, jedoch im Flüchtlingslager Dschungel von Calais stecken bleiben. Zum Winter 2024 wählte die Literaturorganisation Litprom diese Erzählung für ihre Bestenliste aus.
Im Jahr 2022 erschien sein Roman Samahani als La Princesse de Zanzibar (Die Prinzessin von Sansibar) auf Französisch. Diese zum Teil auf historischen Fakten beruhende, fiktive Geschichte handelt vom omanischen Sultanat, der Sklaverei und der Revolution von 1964 in Sansibar. Baraka Sakin stützte sich in seinen Beschreibungen des Lebens am Hof des Sultans unter anderem auf die Autobiografie von Emily Ruete. Der Roman erzählt zahlreiche Details über die Unterdrückung der afrikanischen Bevölkerungsgruppe der Insel sowie das sexuelle Leben des Sultans und wurde daraufhin in Oman und Kuwait verboten. Das Buch wurde im November 2023 mit dem Prix BaoBaB als bester afrikanischer Roman in der Maison d’Afrique Mandingo in Montréal prämiert.
2023 wurde Baraka Sakin vom französischen Kulturministerium in Anerkennung seiner Verdienste um die Literatur als Chevalier de l'Ordre des Arts et des Lettres (Ritter des Ordens der Künste und Literatur) ausgezeichnet.

### Werke in deutscher Übersetzung
- Alkchandris: Wer hat Angst vor Osman Bushra?, Erzählung, 2012, Wien: aa-infohaus, ISBN 978-3-9503040-4-6
- Der magische See, Jugendbuch, 2014, Wien: aa-infohaus, ISBN 978-3-9503840-1-7
- Der Messias von Darfur, Roman, 2021, Berlin: Edition Orient, ISBN 978-3-945506-22-6
- Kurzgeschichte in Fiston Mwanza Mujila (Hg.), Schlüsselorte, Anthologie, 2023, Berlin: InterKontinental, ISBN 978-3-9823281-7-1
- Achtung Schrödinger! Einakter, aus dem Englischen übersetzt von Hans Dieter Nerbl, 2024. Konstanz: Dar Badawi, ISBN 978-3-9870910-4-9
- Der Rabe, der mich liebte, Roman, aus dem Arabischen von Larissa Bender, 2024, Graz: Verlag Klingenberg, ISBN 978-3-903284-27-2